# (31609) 1999 GT5
1999 GT5 (asteroide 31609) é um asteroide da cintura principal. Possui uma excentricidade de 0.13150240 e uma inclinação de 0.49778º.
Este asteroide foi descoberto no dia 15 de abril de 1999 por Charles W. Juels em Fountain Hills.